# Гегании
Гега́нии (лат. Geganii) — знатный, первоначально альбанский, позднее древнеримский патрицианский род, возводимый к одному из спутников Энея. Многие представители Геганиев хорошо известны в эпоху римских царей и во времена ранней республики. Род постепенно угас ко временам поздней Республики.

## Легенда о происхождении рода
Родоначальником Геганиев называют легендарного героя Гиаса, спутника Энея.

## История рода
По преданию Гегании называются в числе альбанских старейшин. После победы Рима над Альба-Лонгой и разрушения Альба-Лонги Тулл Гостилий переселяет род Геганиев (наряду с родами Юлиев, Сервилиев, Квинкциев, Куриациев, Клелиев) в Рим и записывает в патриции. Тем не менее первые упоминания о представителях рода относятся ещё к временам царя Нумы Помпилия, который посвящает одну из Геганий в весталки. Другую Геганию, по сообщению Дионисия Галикарнасского, некоторые римские историки называют женой царя Тарквиния Древнего вместо Танаквиль. В эпоху ранней республики представители рода играют активнейшую роль в политической и общественной жизни государства — род подарил Риму несколько консулов, военных трибунов, полководцев. Последние встречающиеся в источниках упоминания о роде Геганиев относятся к рубежу II и I веков до н. э. Возможно, это связано с прекращением рода в этот период.

## Родовые имена
Среди Геганиев использовались имена Тит (лат. Titus), Луций (лат. Lucius), Марк (лат. Marcus), Прокул (лат. Proculus).

## Ветви рода
В роду выделяется фамилия Мацерин (лат. Macerinus). Название, возможно, происходит от уменьшительной формы латинского слова macer — «худой, тощий».

## Представители рода
- Гегания — по преданию, одна из первых двух весталок (вместе с некой Веренией), посвящённых царём Нумой Помпилием после учреждения данной должности[5];
- Тит Геганий Мацерин — консул Римской республики в 492 году до н. э. Его коллегой стал Публий Минуций Авгурин)[6][7].
- Луций Геганий Мацерин — брат консула Тита Гегания Мацерина, посланный в Сицилию вместе с сыном Попликолы за зерном[6] и привёзший богатый груз[8], что облегчило положение Рима;
- Марк Геганий Мацерин — трёхкратный консул: в 447 до н. э. совместно с Гаем Юлием Юллом[9], в 443 году вместе с Титом Квинкцием Барбатом[10] и в 437 г. до н. э. — вместе с Луцием Сергием[11], разгромивший вольсков под Ардеей в 443 году[12] и удостоившийся триумфа[13];
- Прокул Геганий Мацерин — высший магистрат в 440 до н. э., коллега Луция Менения)[14];
- Луций Геганий Мацерин — один из военных трибунов 378 года до н. э.[15];
- Марк Геганий Мацерин — консулярный трибун в 367 до н. э.[16];
- Марк Геганий Мацерин — цензор Республики в 310 году[17];
- Луций Геганий (у Орозия ошибочно назван Гиганием) — римский гражданин, погибший вместе с Гнеем Долабеллой в 100 до н. э. во время волнений, организованных мятежным Сатурнином[18]. Последний, упоминаемый в письменных источниках, представитель данного рода.